# Bread (album)
Bread je debutové a eponymní studiové album kalifornské soft rockové skupiny Bread, vydané v roce 1969 u Elektra Records.

## Seznam skladeb
1. "Dismal Day" (Gates) – 2:21
2. "London Bridge" (Gates) – 2:32
3. "Could I" (Griffin, Royer) – 3:31
4. "Look at Me" (Gates) – 2:43
5. "The Last Time" (Griffin, Royer) – 4:10
6. "Any Way You Want Me" (Griffin, Royer) – 3:16
7. "Move Over" (Griffin) – 2:36
8. "Don't Shut Me Out" (Gates) – 2:39
9. "You Can't Measure the Cost" (Gates) – 3:22
10. "Family Doctor" (Griffin, Royer) – 2:15
11. "It Don't Matter to Me" (Gates) – 2:51
12. "Friends and Lovers" (Griffin, Hallinan, Royer) – 3:54

## Sestava

### Bread
- David Gates – varhany, bass, kytara, perkuse, piáno, klávesy, elektrické piano, viola, zpěv, Moog syntezátor
- James Griffin – kytara, perkuse, klávesy, zpěv
- Robb Royer – baskytara, flétna, kytara, perkuse, piáno, elektrické piáno, zobcová flétna, zpěv

### Hosté
- Ron Edgar – bicí
- Jim Gordon – bicí